# Michel Arpin
Michel Arpin (Sainte-Foy-Tarentaise, 28 dicembre 1935 – Thonon-les-Bains, 30 maggio 2015) è stato uno sciatore alpino e allenatore di sci alpino francese.

## Biografia
Membro della nazionale francese che dominò lo sci alpino tra gli anni 1960 e i primi anni 1970, Michel Arpin, sciatore polivalente con maggior propensione alle prove tecniche fratello di Guy (a sua volta sciatore alpino), debuttò in campo internazionale in occasione della Semaine internationale de ski du Mont Blanc 1955 (Megève, 19-23 gennaio), dove si classificò 34º nello slalom gigante, 35º nello slalom speciale e 20º nella combinata; nel 1960 vinse lo slalom speciale della 3-Tre (Madonna di Campiglio, 12-14 febbraio) e nel 1961 si aggiudicò il Grand Prix du Maurienne (La Toussuire, 18-19 marzo), piazzandosi 5º e 2º nei due slalom giganti che componevano la manifestazione. Nella stagione 1961-1962 fu 2º nello slalom gigante e nella combinata del Criterium de la première neige (Val-d'Isère, 14-17 dicembre), 2º nello slalom gigante della Coupe Émile Allais (Megève, 2-4 febbraio) ed esordì ai Campionati mondiali, ma a Chamonix 1962 (10-18 febbraio) non completò lo slalom gigante, la sola gara nella quale prese il via.
Nella stagione 1963-1964 si classificò 2º nello slalom speciale del Criterium de la première neige (Val-d'Isère, 11-14 dicembre), 3º nella combinata del trofeo del Lauberhorn (Wengen, 10-12 gennaio) e partecipò ai IX Giochi olimpici invernali di Innsbruck 1964 (29 gennaio-2 febbraio), sua unica presenza olimpica nonché congedo iridato, piazzandosi 4º nello slalom speciale, la sola gara nella quale prese il via; nel prosieguo di quella stagione vinse lo slalom speciale del trofeo Pokal Vitranc (Kranjska Gora, 29 febbraio-1º marzo) e lo slalom gigante e lo slalom speciale del Grand Prix du Savoie (Méribel, 20-22 marzo). Nella stagione 1964-1965 fu nuovamente 2º nello slalom speciale del Criterium de la première neige (Val-d'Isère, 16-19 dicembre), vinse lo slalom gigante del Pokal Vitranc (Kranjska Gora, 27-28 febbraio), dove si classificò anche 3º nello slalom gigante, e lo slalom speciale della Harriman Cup (Sun Valley, 23-24 marzo), dove si piazzò anche 3º nella combinata; disputò le sue ultime gare in occasione degli International American Championships 1966 (Stowe, 18-20 marzo) e dopo il ritiro divenne allenatore  e skiman del campione Jean-Claude Killy, suo ex compagno di squadra.

## Palmarès

### Classiche
3-Tre
- 1 vittoria (slalom speciale a Madonna di Campiglio 1960)

Grand Prix du Maurienne
- 1 vittoria (generale a La Toussuire 1961)

Grand Prix du Savoie
- 2 vittorie (slalom gigante, slalom speciale a Méribel 1964)

Harriman Cup
- 1 vittoria (slalom speciale a Sun Valley 1965)

Pokal Vitranc
- 2 vittorie (slalom speciale a Kranjska Gora 1964; slalom speciale a Kranjska Gora 1965)

### Campionati francesi
- 4 ori (discesa libera, slalom gigante, combinata nel 1960[senza fonte]; slalom gigante nel 1965[17])